# Humphrey de Verd Leigh
Humphrey de Verd Leigh   (Aldershot, 26 de juliol de 1897 - 6 de juny de 1980) OBE DFC AFC ingressà al Reial Servei Naval de l'Aire (RNAS) britànic el 1915, servint a Mesopotàmia (avui Iraq), volant en hidroavions, i passà a servir a una primerenca Royal Air Force entre 1918-19. Es llicencià el 1919 i entrà al món dels negocis, treballant durant molts anys al Sudan a la indústria cotonera. En esclatar la Segona Guerra Mundial es tornà a allistar a la RAF al setembre de 1939 i serví a Personal i a Estat Major al Comandament Costaner entre 1939 fins al 1945.
La seva gran contribució va ser el desenvolupament reeixit de la Llum Leigh, realitzat per voluntat pròpia i sota el seu risc, i sense l'aprovació dels seus comandants superiors, que va fer una contribució significativa durant la Batalla de l'Atlàntic el 1942 en ajudar a descobrir els submarins quan sortien a la superfície de nit.